# منشورگرایی
مَنشورگرایی (به انگلیسی: Chartism) جنبشی کارگری، سیاسی و اجتماعی برای اصلاح در پادشاهی بریتانیای کبیر و ایرلند شمالی در اواسط سدهٔ نوزدهم بود. اسم این جنبش از "منشور مردم" در ۱۸۳۸ گرفته شده بود که اهداف جنبش را در خود داشت.